# Fundación Arranz-Bravo
La Fundación Arranz-Bravo es un espacio de arte contemporáneo en Hospitalet de Llobregat que tiene el doble objetivo de difundir la obra del pintor Eduard Arranz-Bravo (Barcelona, 1941) y promocionar la joven creación contemporánea. A la espera de la inauguración de su sede definitiva en el Antiguo Molino de Hospitalet de Llobregat, la Fundación tiene su espacio provisional en los antiguos almacenes de la fábrica textil Tecla Sala, en un proyecto diseñado por el arquitecto Jordi Garcés. La Fundación está integrada en la Red de Museos Locales de la Diputación de Barcelona.

## Exposición
La fundación cuenta con una colección de 340 obras de Arranz-Bravo entre pintura, obra sobre papel, grabados y esculturas, donadas por el propio artista y que ejemplifican sus diferentes periodos creativos. La Fundación organiza también varias exposiciones y actividades que tienen como protagonista el arte emergente y el pensamiento contemporáneo. El otro foco de actividad de la Fundació Arranz-Bravo es la actividad educativa, destinada especialmente a escuelas y centros sociales de Hospitalet.